# E dans l'o rayé
L’e dans l’o rayé ‹ ɵe › est une lettre additionnelle de l’alphabet latin utilisée comme symbole phonétique par Wilhelm Viëtor au XIXe siècle.

## Utilisation
Wilhelm Viëtor utilise l’e dans l’o rayé ‹ ɵe › dans Elemente der Phonetik des Deutschen, Englischen und Französischen pour représenter la voyelle mi-ouverte centrale non arrondie de l’anglais (notée [ə] avec l’alphabet phonétique international à l’époque et [ɜ] aujourd’hui), par exemple dans bird ou fur. Cependant, Viëtor utilise l’e dans l’o ‹ œ › et ne fait pas la distinction entre l’o ‹ o › et l’o rayé ‹ ɵ › dans la majorité de l’ouvrage.

## Représentation informatique
L’e dans l’o rayé n’a pas été codé de manière standardisée et n’a pas de caractère Unicode.